# Mentzelia tridentata
Mentzelia tridentata är en brännreveväxtart som först beskrevs av Anstruther Davidson, och fick sitt nu gällande namn av H.J. Thompson och Joyceroberts. Mentzelia tridentata ingår i släktet Mentzelia och familjen brännreveväxter. Inga underarter finns listade i Catalogue of Life.